# Jóhanna Sigurðardóttir
Jóhanna Sigurðardóttir (Reykjavík, 1942. október 4. –) izlandi politikus, volt miniszterelnök.

## Pályafutása
Jóhanna Sigurðardóttir 1942. október 4-én született Reykjavíkban. Felsőfokú tanulmányait az Izlandi Üzleti Főiskolán folytatta. Tanulmányai befejezése után utaskísérőként, majd irodai alkalmazottként dolgozott a Loftleiðir légitársaságnál. Komoly szerepet vállalt a szakszervezeti mozgalomban, 1976 és 1983 között a Kereskedelmi Dolgozók Szakszervezete elnökségének tagja volt.
1978-ban a szociáldemokrata színekben bejutott a parlamentbe. Parlamenti munkája elismeréseként kétszer is alelnökké választották (1979, 1983–84). 1984 és 1993 között a Szociáldemokrata Párt alelnöke volt. 1987 és 1994 között négy kormányban is szolgált szociális miniszterként. Miután 1994-ben a párt elnökségéért folytatott küzdelemben alul maradt, új pártot alapított Þjóðvaki (magyarul: Nemzeti Mozgalom) néven. A két párt Szociáldemokrata Szövetség néven 2000-ben újra egyesült. A 2007-es választások során pártja újra hatalomra került, Jóhanna Sigurðardóttir ismét megkapta a szociális tárcát.
A 2009-es kormányválság után került a miniszterelnöki székbe előbb ügyvezető miniszterelnökként, majd az április 25-ei választások után az új koalíciós kormány vezetőjeként. A világ első (vállaltan) leszbikus kormányfőjeként rögtön a világlapok címoldalára került.
2013 áprilisában pártja és koalíciós partnerei elvesztették a választásokat, május 23-án Sigmundur Davíð Gunnlaugsson lett az utódja a miniszterelnöki poszton.

## Magánélete
Jóhanna Sigurðardóttir 2002-ben bejegyzett élettársi kapcsolatot kötött Jónína Leósdóttir írónővel. Korábbi házasságából három felnőtt gyermeke van.

## Külső hivatkozások
- CV Jóhanna Sigurðardóttir. Izlandi Szociális és Társadalombiztosítási Minisztérium. [2009. január 31-i dátummal az eredetiből archiválva]. (Hozzáférés: 2009. január 29.)